# Leermens
Leermens – wieś w Holandii, w prowincji Groningen, w gminie Loppersum.